# Crispín Villazón De Armas
Crispín Villazón De Armas (Pueblo Bello, Magdalena Grande, 28 de diciembre de 1928-Valledupar, Cesar, 4 de junio de 2015) fue un abogado y político colombiano.
Fue embajador de Colombia en Bolivia, senador de la república (en dos ocasiones), representante a la Cámara, alcalde de Valledupar, secretario de Hacienda del Magdalena Grande y partícipe del movimiento para la creación del departamento del Cesar. Fue militante activo del Partido Liberal Colombiano.
Fue un apasionado de la ganadería y la caficultura, pasión que disfrutaba en su finca cafetalera La Carolina en Pueblo Bello. Durante sus últimos años de vida, participó activamente en la Junta Directiva de la Federación Nacional de Cafeteros,  líder gremial y representante ante el Comité Directivo y Nacional por el Cesar y la Guajira a partir del 2007. Fue un impulsor de los caficultores de los departamentos de Cesar y La Guajira, que cultivan en la Sierra Nevada de Santa Marta y la Serranía del Perijá, y fue uno de los creadores del lema  ‘La Costa también es café’.

## Familia
Tiene una hermana llamada María.
Villazón De Armas contrajo matrimonio con Clara Elisa Aponte López, de cuya unión nacieron cinco hijos;
Su esposa Clara Elisa fue medio hermana del político José Antonio Murgas Aponte, quien fuese copartidario de Villazón.
Crispín Villazón De Armas es padre del cantante de música vallenata, Iván Villazón, Francisco, Clemencia, María Paulina, Ana María, Susana y Evelín.
Su hija Clemencia Villazón, contrajo matrimonio con Camilo Cano Busquets, hijo menor del ilustre periodista colombiano Guillermo Cano Isaza, propietarios del diario El Espectador.

## Trayectoria

### Líder estudiantil
Crispín Villazón de Armas estudió en el Liceo Celedón de Santa Marta, en donde hizo parte del equipo de redacción de la Radio-revista "La Voz del Liceo Celedón".

Fue un arduo opositor a la dictadura del General Gustavo Rojas Pinilla y desde su época estudiantil hizo parte de protestas que exigían la restauración de la democracia en Colombia. Villazón presidió la Federación de Estudiantes Colombianos (FEC). Fue un firme defensor de los derechos humanos y civiles. Las protestas que lideró Villazón entre el 8 y 9 de junio de 1954, junto a José Antonio Murgas y otros estudiantes de la Universidad Nacional en las calles de Bogotá contra la dictadura, retaron al régimen militar que tomó la decisión de reprimirlos violentamente, causando la muerte de varios estudiantes.
Alberto Lleras Camargo, impresionado con su deslumbrante oratoria y liderazgo, invitó al joven tribuno a conversar, y se llevó de él tan buena impresión que a la postre, ya en el poder, decidió designarlo en un alto cargo en la misión diplomática en Londres. Pero ya estaba enamorado, vallenato a fin de cuentas, escogió el amor y se quedó para casarse.
Tras graduarse como abogado de la Universidad Nacional de Colombia,
Trabajó en el Juzgado Séptimo de Bogotá bajo su amigo y juez Aníbal Martínez Zuleta. Villazón logró ser juez promiscuo de Villanueva, La Guajira. Luego fue concejal de Valledupar y luego secretario de Obras Públicas del Departamento del Magdalena.

### Representante a la Cámara por el Magdalena (1960)
En 1960, Villazón fue elegido representante a la Cámara por el departamento del Magdalena, entonces apodado Magdalena Grande.

### Creación del departamento del Cesar
Villazón De Armas fue presidente del Comité Central Pro Departamento del Cesar, entidad que promovió y logró la secesión de la región del Cesar del departamento del Magdalena. Villazón jugó un papel importante en la creación del departamento del Cesar junto a Carlos Lleras Restrepo, Alfonso López Michelsen, Aníbal Martínez Zuleta, Alfonso Araújo Cotes, José Antonio Murgas, Rafael Escalona, Consuelo Araújo Noguera, Andrés Becerra, Hernando Molina Céspedes, Clemente Quintero Araújo, entre otros. Entre parrandas y política, también apoyó a sus amigos del folclor vallenato con la creación del Festival de la Leyenda Vallenata. Este grupo de amigos y políticos le ganaron el pulso al cacique político Pedro Castro Monsalvo.

### Alcalde de Valledupar (1968-1969)
Crispín Villazón De Armas fue nombrado alcalde de Valledupar en diciembre de 1968, en reemplazo de Alberto Betancourt Cadavid (e) y previamente Manuel Germán Cuello Gutiérrez. Villazón estuvo en el cargo hasta marzo de 1969, cuando fue reemplazado en el cargo por Joaquín Ovalle Muñoz. Fue el segundo alcalde del Municipio de Valledupar, como capital departamental del Cesar.

### Senador de la república
En 1970, fue elegido senador de la República. Villazón sirvió dos periodos en el senado de la república, entidad de la que llegó a ser secretario General e hizo parte del Comité Ejecutivo de Acción Parlamentaria y Política.
Durante su vida en el senado, fue un fiel defensor de la ley de Reforma agraria.

### Ministro de Trabajo
El presidente de Colombia, Misael Pastrana nombró a Villazón como ministro de Trabajo, el 9 de junio de 1971 por Decreto 1150. Villazón reemplazó en el cargo a Jorge Mario Eastman, Estuvo en el cargo hasta el 17 de abril de 1973.
A Villazón le atribuyen la llegada al departamento del Cesar del Servicio Nacional de Aprendizaje (SENA), los Seguros Sociales y la creación de la clínica Ana María en Valledupar. Tras su gestión en el ministerio, se creó el Centro Agropecuario del SENA Cesar, que eventualmente se convertiría en el Centro Biotecnológico del Caribe.
Villazón fue además, el creador de la Corporación Financiera de la Mujer (Corfimujer).

## Muerte
Crispín Villazón De Armas falleció, a los 86 años de edad, en la Unidad de Cuidados Intensivos, UCI de la Clínica Valledupar, el 4 de junio de 2015. Meses antes, Villazón recibió tratamientos de quimioterapia para tratarle un cáncer. La quimioterapia le causó deficiencias cardíacas, lo que a su vez le produjo un paro respiratorio.
Su cuerpo fue velado en cámara ardiente del auditorio Consuelo Araújo Noguera, de la Biblioteca Departamental ‘Rafael Carrillo Lúquez’, en ceremonia que presidió el entonces gobernador del Cesar. Luis Alberto Monsalvo.
Tras una ceremonia religiosa en la Iglesia la Concepción, sus excequias se llevaron a cabo en la Funeraria La Esperanza. Villazón fue enterrado en el Cementerio Central de Valledupar.
El Alcalde de Valledupar, Fredys Socarrás decretó tres días de duelo por el fallecimiento de Villazón.

## Honores
- El compositor de música vallenata, Rafael Gutiérrez le compuso el tema "La videncia".[22]
- En 2014: "Orden al mérito cooperativo cafetero del Caribe, por contribuir al crecimiento de la caficultura en el Cesar, por su fidelidad y compromiso con el gremio cafetero y su permanente defensa de la labor social, económica y ambiental que desarrolla la Federación de Cafeteros en todo el país".[6]
- 29 de abril de 2015: la Asamblea Departamental del Cesar rindió un homenaje en honor a Villazón De Armas por su contribución al departamento.[23]
- La Cámara de Comercio de Valledupar, también le ha rindió homenaje por su contribución a las empresas del Cesar.[5]
- El representante a la Cámara por el departamento del Cesar, Eloy Quintero Romero, lideró un homenaje póstumo a Villazón De Armas en la Cámara de Representantes.

## Publicaciones
- Villazón De Armas, Crispín (2004). Dos liberales costeños: Alberto Pumarejo Vengoechea y Simón Bossa. Bogotá: Instituto de Pensamiento Liberal.